# Gaustad
Gaustad er et kvarter i Bydel Nordre Aker i Oslo. Her boede der 1.115 mennesker i 2009.

## Beliggenhed
Kvarteret ligger syd for Nordmarka. Dermed ligger området mellem Ris i vest, Vinderen og Gaustadbekkdalen i syd og Sogn i øst.

## Bebyggelse
I Gaustad ligger sygehusene Rikshospitalet og Gaustad sykehus samt boligområder helt frem til Nordmarka.
59°56′N 10°43′Ø / 59.94°N 10.71°Ø